# گورو هرگوبیند
گورو هَرگوبیند (پنجابی: ਗੁਰੂ ਹਰਿ ਗੋਬਿੰਦ ਸਾਹਿਬ) یا شاجه پادشاه (ਸੱਚਾ ਪਾਦਸ਼ਾਹ شاه راستین) (۱۵۹۵–۱۶۴۴) ششمین گورو از گوروهای دهگانه آئین سیک بود.
او در سال ۱۶۰۶، پس از کشته شدن پدرش گورو ارجن به دستور جهانگیر، در حالی که یازده سال بیش نداشت، رهبری سیاسی و مذهبی آئین سیک را برعهده گرفت. او بر خلاف گوروهای پیشین، رویه جنگجویانه‌ای را در پیش گرفت؛ و به همین دلیل به دستور جهانگیر، زندانی شد اما پس از مدتی آزاد گشت.
در زمان شاه جهان، معبد بزرگ سیک‌ها در لاهور ویران شد. در درگیری که بین سربازان هرگوبیند و لشکر پادشاه روی داد، بیش از هزاران نفر کشته شدند. دشمنی هرگوبیند با گورکانیان، باعث بدبینی پادشاهان گورکانی به سیک‌ها شد. هرگوبیند پیش از مرگ، نوه‌اش هریرای را به جانشینی خود برگزید.